# اویلین لیندر
اویلین لیندر (انگلیسی: Evelin Lindner؛ زادهٔ ۱۳ مهٔ ۱۹۵۴) پزشک و روانشناس پژوهشگر در زمینه اختلاف و درگیری، اهل آلمان است. مطالعات وی از جمله به اثرات تحقیر بر رفتار انسان می‌پردازد که در نوع خود نسبتاً نو ظهور است.